# Leventis Municipal Museum of Nicosia

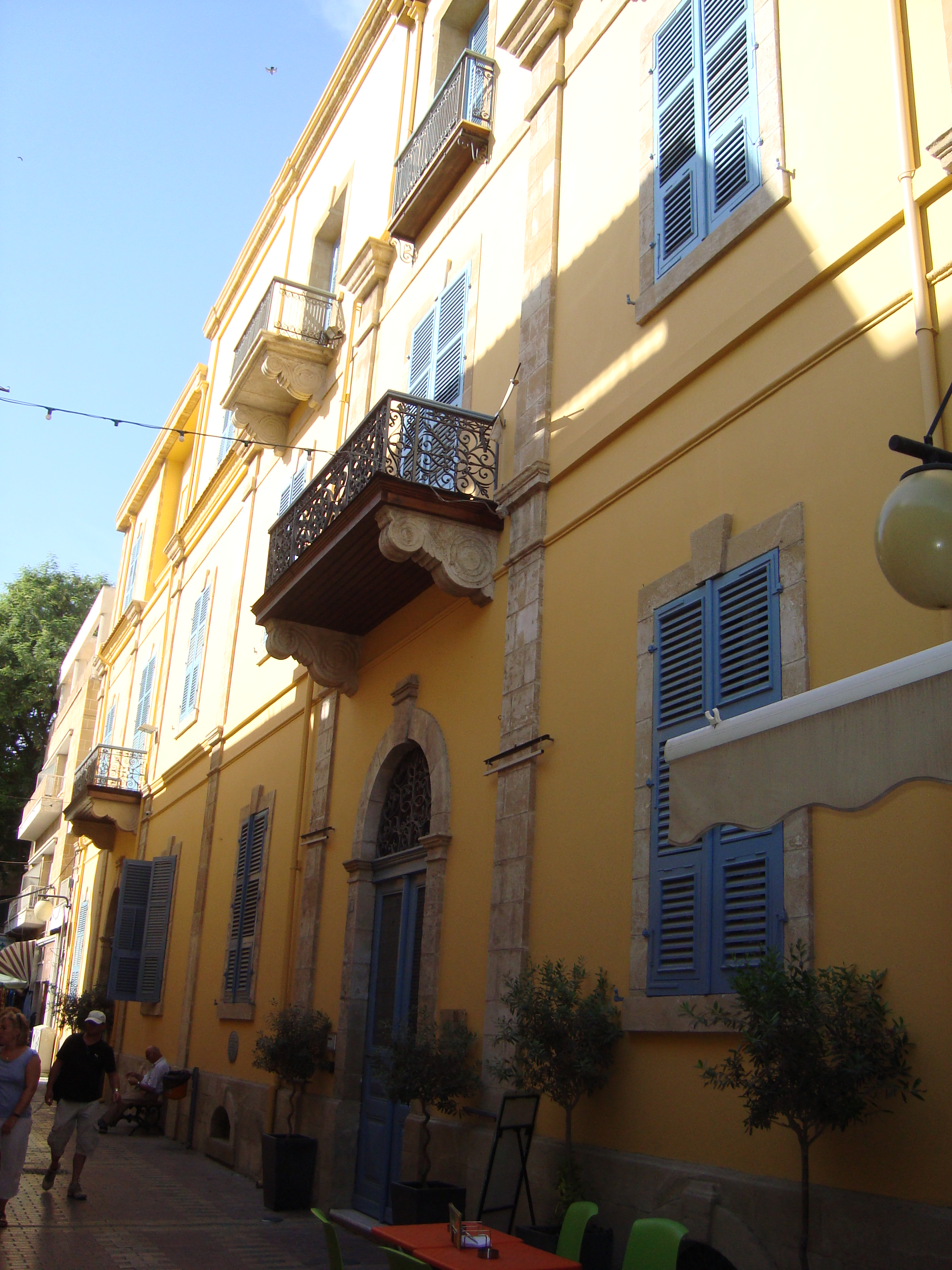
Leventiohusets fasad.

Leventis Municipal Museum of Nicosia är ett kommunalt kulturhistoriskt och arkeologiskt museum i Nicosia, Cypern, som ställer ut arkeologiska artefakter, kostymer, fotografier, porslin från medeltiden, kartor, gravyrer, smycken och möbler. Leventismuseet presenterar staden Nicosias historia och sociala utveckling från kopparåldern, en tidsperiod mellan neolitisk tid (yngre stenåldern) och bronsåldern, omkring 3.000 före Kristus till nutid.
Museet, som har sitt namn efter företagaren Anastasios G. Leventis (1902-78), grundades 1984 på initiativ av stadens borgmästare. Det fick 1991 priset European Museum of the Year Award.

## Byggnaden
Köpmannen Ioannis Evangelides lät 1882 uppföra tre ståtliga bostadshus i Triopisområdet som en del av hemgiften för sina tre döttrar Maritsa, Elenitsa och Cleopatra. Elenitsa gifte sig med läkaren Nicolaos Dervis. År 1915 lät de bygga till ett  våningsplan för sin nygifta dotter Ioanna. Två år senare inrättade en läkarmottagning i huset för sonen Themistocles Dervis. Denne var också borgmästare i Nicosia under många år och huset användes också som högkvarter för det Nationella partiet. Huset övergavs 1968 vid Themistocles Dervis död. 1983 var huset i förfallet skick, men inköptes av Anastasios G Leventis stiftelse för att renoveras och inhysa det nya kommunala museet.